# Нарушение сна
Диссомния — широкая классификация нарушений сна, включающая трудности с засыпанием, продолжительным сном или чрезмерную сонливость. Диссомния представляют собой первичные нарушения начала или поддержания сна или чрезмерной сонливости и характеризуются нарушением количества, качества или времени сна. Пациенты могут жаловаться на трудности с засыпанием или сном, прерывистое бодрствование в течение ночи, раннее утреннее пробуждение или сочетание любого из этих факторов. Преходящие эпизоды обычно не имеют большого значения. Распространенными факторами являются стресс, кофеин, физический дискомфорт, дневной сон и ранний отход ко сну.